# Rollplatz
Der Rollplatz bzw. die von diesen zur Friedensstraße abgehende Rollgasse in Weimar befindet sich in der Jakobsvorstadt.

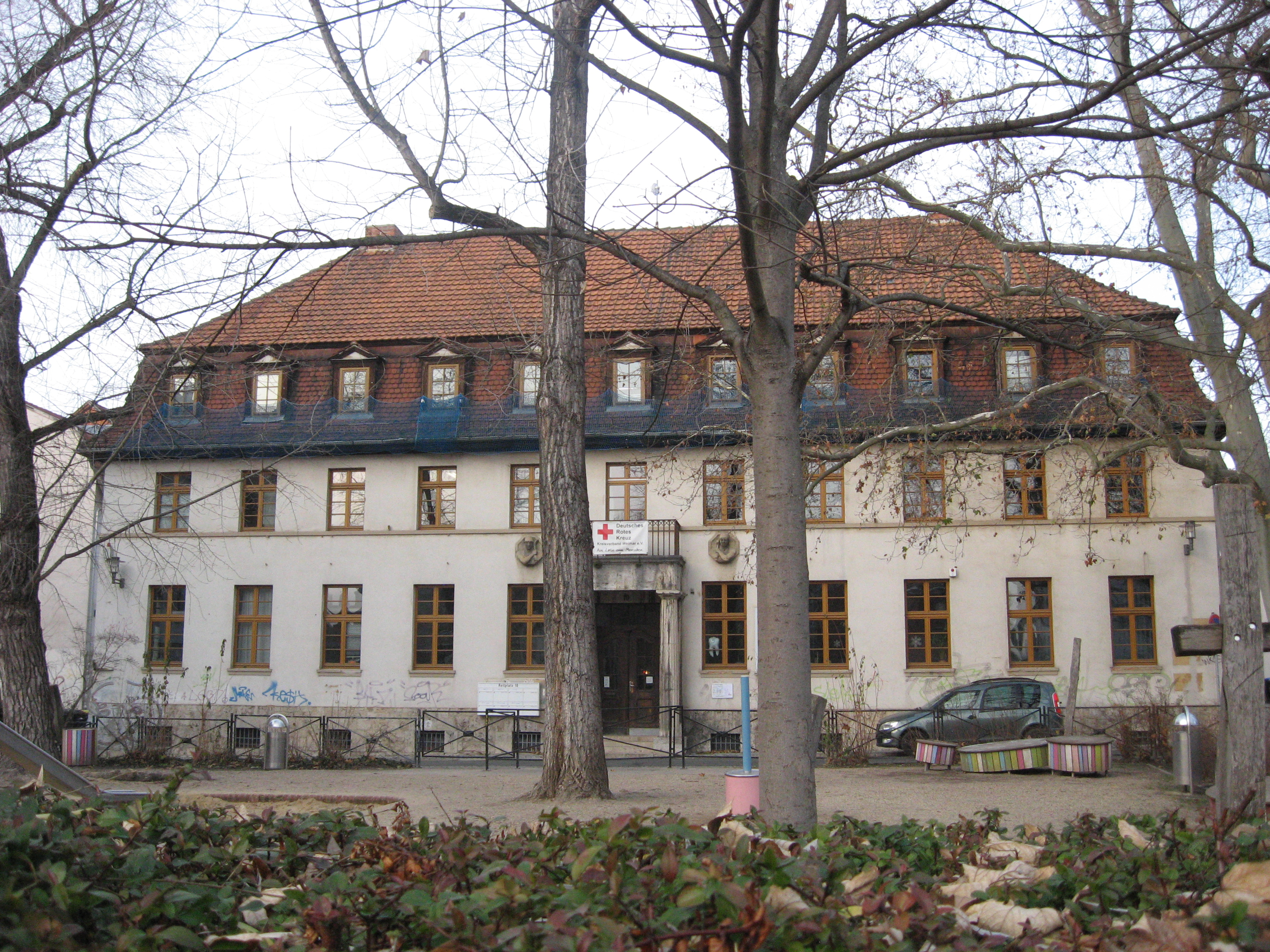
Rollplatz 10 in Weimar

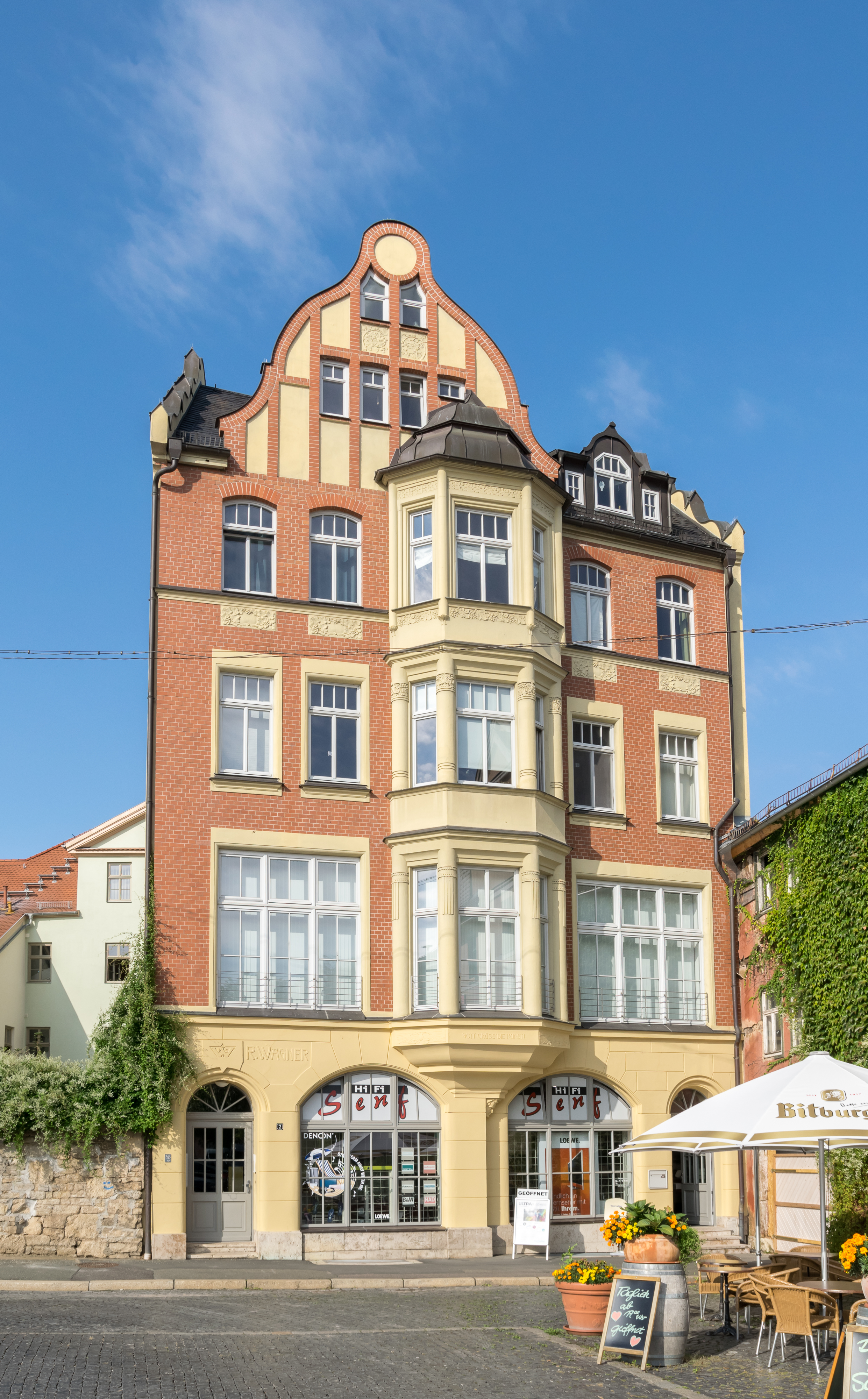
Rollplatz 7

## Geschichte
Die Bezeichnungen rühren von Färbermangel bzw. Glättrolle her, die seit 1540 hier ansässig waren. Es ist der älteste frühgeschichtliche Siedlungsbereich im Stadtgebiet. Es wurde ein frühgeschichtliches Grubenhaus mit Holzverfärbungen aus dem 6./7. Jahrhundert 1929 gefunden, als unter August Lehrmann das Arbeitsamt errichtet werden sollte. Dieses seit 1930 bestehende Haus hat die Hausnummer Rollplatz 10. Weitere früh- und hochmittelalterliche Siedlungsreste wurden 1946 und 1949 auf dem Rollplatz gefunden. Zu Goethes Zeit war diese dreieckige Erweiterung der Rollgasse noch mit Gärten bedeckt. Unter dem Generalsuperintendenten Johann Friedrich Röhr wurden die Gärten beseitigt. Röhr machte seinen Einfluss dahingehend geltend, dass er dafür sorgte, dass die Reste des Jakobskirchhofes erhalten blieben. Der Kommunalpolitiker Adam Henß wollte ursprünglich einen gepflasterten Platz um die Jakobskirche legen, was Röhr jedoch vereitelte. Im Haus Rollplatz 1 wohnte der Fotograf Wilhelm Hartan, das Gebäude steht aber seit 2011 nicht mehr. Die Buchdruckerei R. Wagner & Sohn wurde 1879 am Rollplatz 7 von Robert Wagner (1841–1893) gegründet und bezog zu Beginn des Ersten Weltkrieges das Gebäude in der Marienstraße 14.
Die in Zusammenarbeit mit dem französischen Bildhauer Daniel Buren geplante künstlerische Gestaltung des zentralen Rollplatzes im Rahmen des Kulturstadtjahres 1999 scheiterte am Protest der Bevölkerung.
Hier ist ein Kinderspielplatz vorhanden.
Der gesamte Bereich steht auf der Liste der Kulturdenkmale in Weimar (Sachgesamtheiten und Ensembles).